# Университет Брайтона
Университет Брайтона (англ. University of Brighton) — общественный университет, располагающийся на четырёх кампусах в Брайтоне и Истборне на южном побережье Англии. Историю его основания можно проследить к 1858 года, когда в Королевском павильоне была открыта Брайтонская школа искусств. Статус университета учебное заведение получило в 1992 году.
Университет предлагает в основном программы профессионального прикладного образования. Обучение ведётся по программам фармацевтики, инженерии, экологии, вычислительной техники, математики, архитектуры, геологии, ухода за больными, преподавания, спортивной науки, журналистики, криминологии и бизнес-администрирования. В нём обучается около 18 000 студентов и работают 2 400 сотрудников.

## История
В 1858 году Брайтонская школа искусств открыла свои двери для первых 110 студентов в помещениях у кухонь Королевского павильона. В 1876 году школа переехала в собственное здание в Гранд-Парад, а премьер-министр Уильям Гладстон стал свидетелем закладки первого камня в фундамент нового здания. Муниципальная школа науки и технологий открылась в Брайтоне в 1897 году, в ней обучалось 600 студентов. В 1960-х годах в Моулсекумбе были построены новые здания для того, что впоследствии стало Брайтонским технологическим колледжем. В 1970 году Школа искусств и Брайтонский технологический колледж объединились в Брайтонский политехнический институт. 
В 1976 году Физкультурный колледж Челси (в Истборне) объединился с педагогическими колледжами Истборна и Сифорда и образовал Колледж высшего образования Восточного Сассекса. В том же году Брайтонский педагогический колледж объединился с Брайтонским политехническим институтом, в результате чего Политехнический институт получил кампус в Фалмере. Дальнейшее слияние произошло в 1979 году, когда Колледж высшего образования Восточного Сассекса объединился с Политехническим институтом, создав кампус в Истборне.
Политехническому институту был присвоен статус университета в 1992 году в соответствии с положениями Акта о дополнительном и высшем образовании 1992 года.
В 1994 году Институт сестринского дела и акушерства Сассекса и Кента стал частью университета, что увеличило количество студентов, базирующихся в Истборне. В 2003 году открылась Медицинская школа Брайтона и Сассекса в результате партнёрства между Университетом Брайтона, Университетом Сассекса и Фондом университетских больниц ― первой медицинской школой в Юго-Восточной Англии за пределами Лондона. Университетский центр Гастингса был открыт в 2004 году и осуществляет свою деятельность под управлением Брайтонского университета.
В 2011 году Брайтонский международный колледж открылся в кампусе Моулсекумба и ныне предоставляет иностранным студентам курсы английского языка и предлагает подготовительное академическое обучение для курсов бакалавриата и магистратуры.
В октябре 2019 года университет открыл Брайтонский центр современного искусства ― первое с 1999 года  пространство современного искусства в городе. Он доступен для посещения всем желающим, здесь проводятся публичные выставки и иные культурные мероприятия.